# Folsomia alpina
Folsomia alpina is een springstaartensoort uit de familie van de Isotomidae. De wetenschappelijke naam van de soort is voor het eerst geldig gepubliceerd in 1936 door Kseneman.